# Abdullah Jumaan al-Dosari
Abdullah Mohamed Al-Jumaan Al-Dosari (né le 10 novembre 1977) est un footballeur saoudien.